# Harpiinae
Harpiinae este o subfamilie de păsări de pradă formată din specii mari, cu aripi largi, originare din pădurile tropicale⁠(d). Există 4 genuri în subfamilie, toate monotipice.
Cladograma Harpiinae prezentată mai jos se bazează pe un studiu filogenetic molecular al Accipitridae realizat de Therese Catanach și colaboratorii săi, care a fost publicat în 2024.
|  | Macheiramphus                                       |
|  |                                                     |
|  | \| \| Morphnus \| \| \| \| \| \| Harpia \| \| \| \| |
|  |                                                     |
|  | Morphnus                                            |
|  |                                                     |
|  | Harpia                                              |
|  |                                                     |

|  | Morphnus |
|  |          |
|  | Harpia   |
|  |          |

|  | Macheiramphus                                       |
|  |                                                     |
|  | \| \| Morphnus \| \| \| \| \| \| Harpia \| \| \| \| |
|  |                                                     |
|  | Morphnus                                            |
|  |                                                     |
|  | Harpia                                              |
|  |                                                     |

|  | Morphnus |
|  |          |
|  | Harpia   |
|  |          |

## Specii
- Harpyopsis novaeguineae
- Macheiramphus alcinus
- Morphnus guianensis
- Harpia harpyja